# Meriandra
Meriandra  é um gênero botânico da família Lamiaceae.

## Espécies
- Meriandra abyssinica
- Meriandra benghalensis
- Meriandra dianthera
- Meriandra strobilifera

## Nome e referências
Meriandra Bentham, 1829